# Cyphon caspicus
Cyphon caspicus es una especie de coleóptero de la familia Scirtidae.

## Distribución geográfica
Habita en Azerbaiyán.